# Melphisubchela subprehenda
Melphisubchela subprehenda is een vlokreeftensoort uit de familie van de Melphidippidae. De wetenschappelijke naam van de soort is voor het eerst geldig gepubliceerd in 1981 door Andres.